# Desmidorchis penicillata
Desmidorchis penicillata är en oleanderväxtart som först beskrevs av Albert Deflers, och fick sitt nu gällande namn av D.C.H. Plowes. Desmidorchis penicillata ingår i släktet Desmidorchis och familjen oleanderväxter. Inga underarter finns listade i Catalogue of Life.